# Phyllogomphoides major
Phyllogomphoides major – gatunek ważki z rodziny gadziogłówkowatych (Gomphidae).